# Park Miniatur Województwa Mazowieckiego

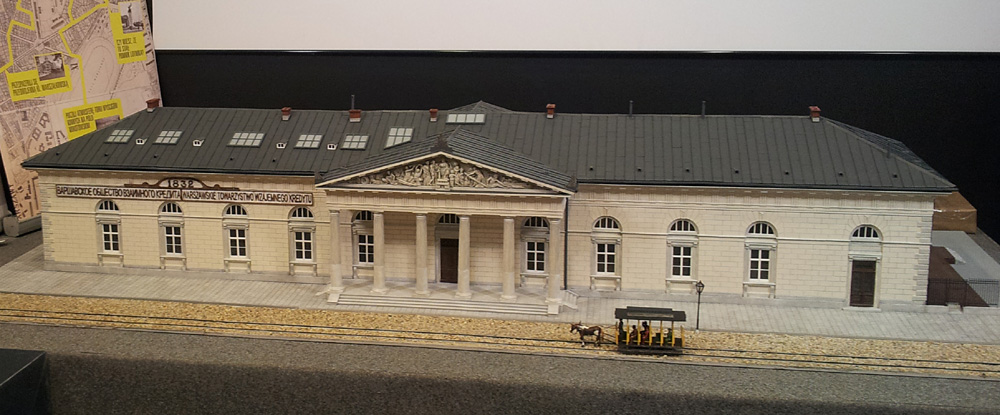
Miniatura Giełdy Warszawskiej

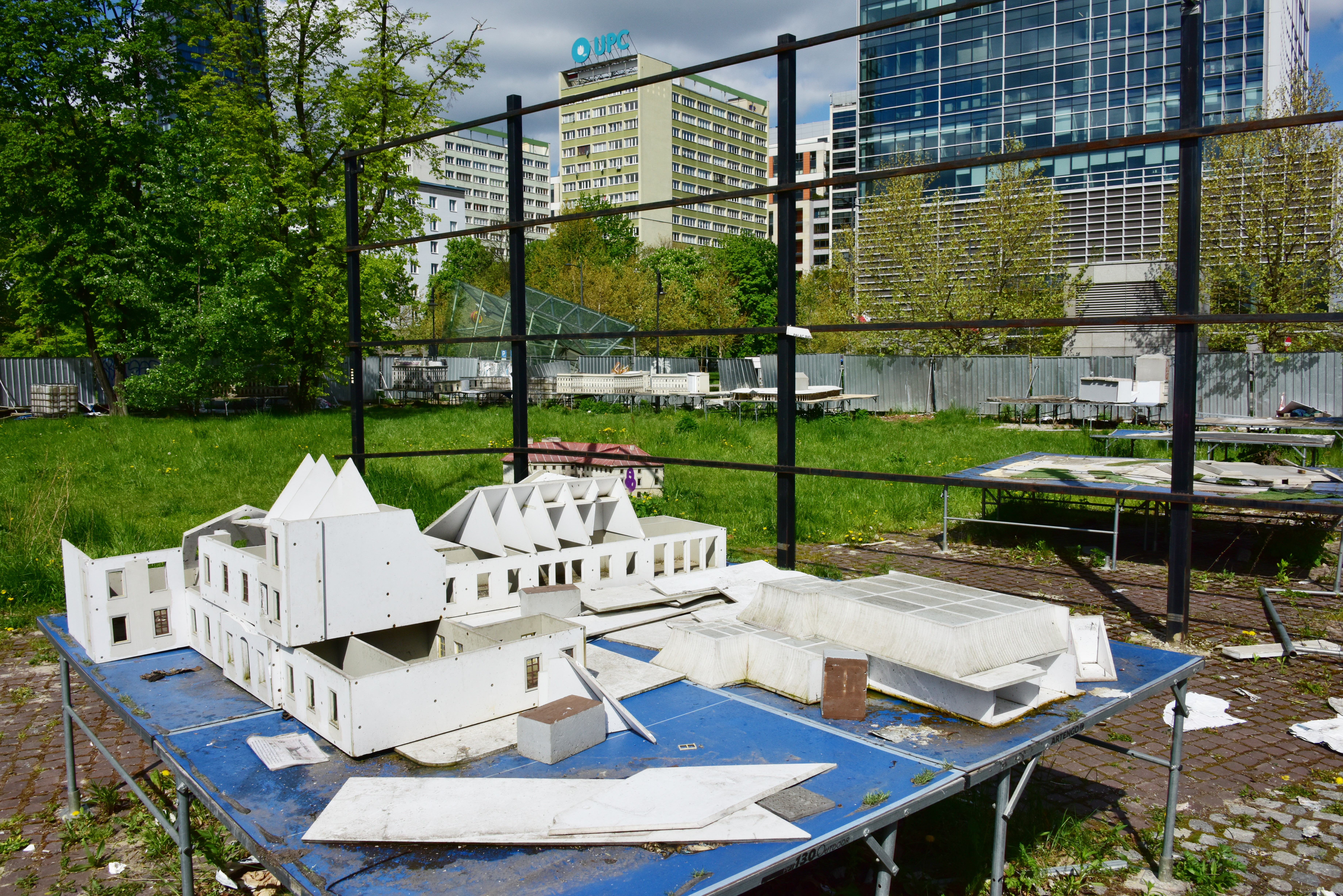
Zdewastowane miniatury przy skrzyżowaniu ulic Marszałkowskiej i Świętokrzyskiej w maju 2023

Park Miniatur Województwa Mazowieckiego – nieistniejący obecnie park miniatur w Warszawie. 
Park prezentował dziesięć miniatur w skali 1:25 warszawskich zabytków. Ostatnią siedzibą parku była prywatna działka przy ul. Marszałkowskiej 105.

## Opis
Założeniem przedsięwzięcia powstałego z inicjatywy Rafała Kunacha (założyciel Fundacji Park Miniatur Województwa Mazowieckiego) jest prezentacja miniatur nieistniejących warszawskich zabytków oraz ważnych kulturowo obiektów znajdujących się na terenie województwa (w tym istniejących). 
Partnerami parku są m.in.: Fundacja „Warszawa1939.pl”, Stowarzyszenie „Saski 2018”, miesięcznik „Stolica” i Radio Plus. 

### Miniatury
Na ekspozycji, wzbogaconej o stare plany miasta oraz obrazy i ryciny przedstawiające dawną Warszawę, znajdują się następujące miniatury:
- Giełda Warszawska
- Gościnny Dwór
- kamienica Granzowa
- Pałac Karasia
- Pałac Kronenberga
- Pałac Lubomirskich
- Pałac Saski
- Teatr Letni
- Wielki Salon w Ogrodzie Saskim
- Żelazna Brama

Wszystkie miniatury są budowane na podstawie uzyskanych w czasie kwerend historycznych planów, rycin oraz zdjęć. Wykonane są z materiałów odpornych ma warunki atmosferyczne (m.in. szkło, blacha) dzięki czemu będą mogły być wystawione na otwartej przestrzeni. Część elementów zdobienia oraz figurki mieszkańców są wykonywane przez drukarki 3D.

### Wystawy towarzyszące
Oprócz wystawy miniatur w obecnej siedzibie prezentowane były wystawy czasowe:
- Warszawa, 29.09.1939 – fotografie lotnicze Warszawy wykonane przez Luftwaffe dzień po kapitulacji miasta (od lutego 2015)

- Warszawa z dwupłatowca – fotografie lotnicze Warszawy z okresu I wojny światowej wzbogacone zdjęciami miasta z okresu niemieckiej okupacji z lat 1915–1918 (sierpień 2015–maj 2016)

- Anaglify Warszawskie – fotografie 3D przedstawiające Warszawę przełomu XIX i XX w. (od maja 2016)

- Wirtualna Podróż – rekonstrukcja zabudowy placu Piłsudskiego oglądana w goglach VR (od października 2016)

## Lokalizacje parku
Pierwsza wykonana miniatura, pałac Saski, została zaprezentowana w kwietniu 2014 w szklanej gablocie obok Grobu Nieznanego Żołnierza. 
- lipiec–wrzesień 2014: tymczasowa ekspozycja mieściła się przy amfiteatrze w parku Sowińskiego na Woli[2].

- październik 2014–marzec 2015: kolejną lokalizacją parku była kondygnacja „–1” w Domu Towarowym Bracia Jabłkowscy przy ul. Brackiej 25[3].

- od maja 2015 do 2018 ekspozycja była prezentowana w budynku dawnego Domu Bankowego Wilhelma Landaua przy ul. Senatorskiej 38[4][5].

- od kwietnia 2018 ogród Centralnej Biblioteki Rolniczej przy ul. Krakowskie Przedmieście 66[5].
- od 19 czerwca 2021 przy skrzyżowaniu ulic Marszałkowskiej i Świętokrzyskiej (południowo-zachodni narożnik)[6].

W 2022 roku ekspozycja przestała działać i została zdewastowana. Miniatury pomazano, pourywano dachy i powybijano okienka. Właściciel parku Rafał Kunach poinformował o rezygnacji z ich prezentowania w tym miejscu. We wrześniu 2023 pozostałości ekspozycji znajdujące się na działce przy skrzyżowaniu ul. Marszałkowskiej i Świętokrzyskiej  zostały uprzątnięte.